# Brocade Communications Systems
Brocade Communications Systems, Inc. — американська технологічна компанія, що розробляє рішення для мереж зберігання даних (SAN), центрів обробки даних, сервис-провайдерів і корпоративних мереж. Brocade було засновано 1995 року, штаб-квартира розташована в Сан-Хосе, штат Каліфорнія, США.
Серед продуктів компанії комутатори для SAN, IP та Ethernet мереж, маршрутизатори для дата-центрів та сервіс-провайдерів, конвергентні мережеві адаптери (CNA) та хост-адаптери Fibre Channel (HBA), програмні рішення для управління та аналізу SAN.
Brocade має значний вплив на індустрію мереж збереження даних, компанія розробила перші Fibre Channel комутатори і є активним учасником розробки протоколів і стандартів мереж зберігання даних.
Мережевим напрямком компанія Brocade почала займатися у грудні 2008 року разом з купівлею компанії Foundry Networks. Станом на 2016 рік Brocade пропонувала широкий спектр мережевих комутаторів, маршрутизаторів, балансувальників навантаження, а також засоби управління мережею.
У квітні 2016 року Brocade за $ 1,5 млрд купив компанію Ruckus Wireless, що на той час займала третє місце в світі за обсягами продажів продуктів для корпоративних бездротових мереж і перше — за поставками обладнання Wi-Fi для сервіс-провайдерів.
2 листопада 2016 року було повідомлено про купівлю компанії Brocade компанією Broadcom Ltd. (колишня Avago Technologies Ltd.) за приблизно $ 5,5 млрд.